# Utz (film)
Utz è un film del 1992 diretto da George Sluizer, tratto dall'omonimo romanzo di Bruce Chatwin.